# (32676) 6802 P-L
6802 P-L (asteroide 32676) é um asteroide da cintura principal. Possui uma excentricidade de 0.11704400 e uma inclinação de 3.99863º.
Este asteroide foi descoberto no dia 24 de setembro de 1960 por Cornelis Johannes van Houten e Ingrid van Houten-Groeneveld e Tom Gehrels em Palomar.